# Færøernes håndboldlandshold (damer)
Færøernes håndboldlandshold for kvinder er det kvindelige landshold i håndbold for Færøerne. Det repræsenterer landet i internationale håndboldturneringer. De reguleres af Færøernes håndboldforbund. Holdet spillede sig for første gang nogensinde videre fra den indledende 1. fase af EM-kvalifikationen til 2. fase i juni 2017, da holdet vandt mod de to andre hold i gruppe A. De vandt 25-24 mod Grækenland og 20-17 mod Finland. Efterfølgende skulle de møde Sverige, Makedonien og Serbien til EM-kvalifikationen 2018, af hvem de alle blev slået af.
I april 2024 lykkedes det landsholdet at kvalificere sig til EM i kvindehåndbold 2024 i Østrig, Ungarn og Schweiz, efter at være gået videre blandt de fire bedste treer i EM-kvalifikationen. Danske Claus Mogensen har siden 2023 været landstræner, for hvem han stod i spidsen for EM-kvalifikationen.
Fremme ved EM 2024 er hele 10 spillere fra den danske liga udtaget, hvor landsholdet samtidig skal møde Danmark i det indledende gruppespil foruden værtsnationen Schweiz og Kroatien.

## Resultater

### Verdensmesterskabet
| År     | Runde                  | Placering              | K                      | V                      | U                      | T                      | MÅ+                    | MÅ-                    |
| ------ | ---------------------- | ---------------------- | ---------------------- | ---------------------- | ---------------------- | ---------------------- | ---------------------- | ---------------------- |
| 1993   | Kvalificerede sig ikke | Kvalificerede sig ikke | Kvalificerede sig ikke | Kvalificerede sig ikke | Kvalificerede sig ikke | Kvalificerede sig ikke | Kvalificerede sig ikke | Kvalificerede sig ikke |
| / 1995 | Kvalificerede sig ikke | Kvalificerede sig ikke | Kvalificerede sig ikke | Kvalificerede sig ikke | Kvalificerede sig ikke | Kvalificerede sig ikke | Kvalificerede sig ikke | Kvalificerede sig ikke |
| 1997   | Kvalificerede sig ikke | Kvalificerede sig ikke | Kvalificerede sig ikke | Kvalificerede sig ikke | Kvalificerede sig ikke | Kvalificerede sig ikke | Kvalificerede sig ikke | Kvalificerede sig ikke |
| / 1999 | Kvalificerede sig ikke | Kvalificerede sig ikke | Kvalificerede sig ikke | Kvalificerede sig ikke | Kvalificerede sig ikke | Kvalificerede sig ikke | Kvalificerede sig ikke | Kvalificerede sig ikke |
| 2001   | Kvalificerede sig ikke | Kvalificerede sig ikke | Kvalificerede sig ikke | Kvalificerede sig ikke | Kvalificerede sig ikke | Kvalificerede sig ikke | Kvalificerede sig ikke | Kvalificerede sig ikke |
| 2003   | Kvalificerede sig ikke | Kvalificerede sig ikke | Kvalificerede sig ikke | Kvalificerede sig ikke | Kvalificerede sig ikke | Kvalificerede sig ikke | Kvalificerede sig ikke | Kvalificerede sig ikke |
| 2005   | Kvalificerede sig ikke | Kvalificerede sig ikke | Kvalificerede sig ikke | Kvalificerede sig ikke | Kvalificerede sig ikke | Kvalificerede sig ikke | Kvalificerede sig ikke | Kvalificerede sig ikke |
| 2007   | Kvalificerede sig ikke | Kvalificerede sig ikke | Kvalificerede sig ikke | Kvalificerede sig ikke | Kvalificerede sig ikke | Kvalificerede sig ikke | Kvalificerede sig ikke | Kvalificerede sig ikke |
| 2009   | Kvalificerede sig ikke | Kvalificerede sig ikke | Kvalificerede sig ikke | Kvalificerede sig ikke | Kvalificerede sig ikke | Kvalificerede sig ikke | Kvalificerede sig ikke | Kvalificerede sig ikke |
| 2011   | Kvalificerede sig ikke | Kvalificerede sig ikke | Kvalificerede sig ikke | Kvalificerede sig ikke | Kvalificerede sig ikke | Kvalificerede sig ikke | Kvalificerede sig ikke | Kvalificerede sig ikke |
| 2013   | Kvalificerede sig ikke | Kvalificerede sig ikke | Kvalificerede sig ikke | Kvalificerede sig ikke | Kvalificerede sig ikke | Kvalificerede sig ikke | Kvalificerede sig ikke | Kvalificerede sig ikke |
| 2015   | Kvalificerede sig ikke | Kvalificerede sig ikke | Kvalificerede sig ikke | Kvalificerede sig ikke | Kvalificerede sig ikke | Kvalificerede sig ikke | Kvalificerede sig ikke | Kvalificerede sig ikke |
| 2017   | Kvalificerede sig ikke | Kvalificerede sig ikke | Kvalificerede sig ikke | Kvalificerede sig ikke | Kvalificerede sig ikke | Kvalificerede sig ikke | Kvalificerede sig ikke | Kvalificerede sig ikke |
| 2021   | Kvalificerede sig ikke | Kvalificerede sig ikke | Kvalificerede sig ikke | Kvalificerede sig ikke | Kvalificerede sig ikke | Kvalificerede sig ikke | Kvalificerede sig ikke | Kvalificerede sig ikke |
| / 2023 | TBD                    | TBD                    | TBD                    | TBD                    | TBD                    | TBD                    | TBD                    | TBD                    |
| / 2025 | TBD                    | TBD                    | TBD                    | TBD                    | TBD                    | TBD                    | TBD                    | TBD                    |
| 2027   | TBD                    | TBD                    | TBD                    | TBD                    | TBD                    | TBD                    | TBD                    | TBD                    |
| Total  | 0/0                    | –                      | 0                      | 0                      | 0                      | 0                      | 0                      | 0                      |

### Europamesterskabet
| År     | Runde                  | Placering              | K                      | V                      | U                      | T                      | MÅ+                    | MÅ-                    |
| ------ | ---------------------- | ---------------------- | ---------------------- | ---------------------- | ---------------------- | ---------------------- | ---------------------- | ---------------------- |
| 1994   | Kvalificerede sig ikke | Kvalificerede sig ikke | Kvalificerede sig ikke | Kvalificerede sig ikke | Kvalificerede sig ikke | Kvalificerede sig ikke | Kvalificerede sig ikke | Kvalificerede sig ikke |
| 1996   | Kvalificerede sig ikke | Kvalificerede sig ikke | Kvalificerede sig ikke | Kvalificerede sig ikke | Kvalificerede sig ikke | Kvalificerede sig ikke | Kvalificerede sig ikke | Kvalificerede sig ikke |
| 1998   | Kvalificerede sig ikke | Kvalificerede sig ikke | Kvalificerede sig ikke | Kvalificerede sig ikke | Kvalificerede sig ikke | Kvalificerede sig ikke | Kvalificerede sig ikke | Kvalificerede sig ikke |
| 2000   | Kvalificerede sig ikke | Kvalificerede sig ikke | Kvalificerede sig ikke | Kvalificerede sig ikke | Kvalificerede sig ikke | Kvalificerede sig ikke | Kvalificerede sig ikke | Kvalificerede sig ikke |
| 2002   | Kvalificerede sig ikke | Kvalificerede sig ikke | Kvalificerede sig ikke | Kvalificerede sig ikke | Kvalificerede sig ikke | Kvalificerede sig ikke | Kvalificerede sig ikke | Kvalificerede sig ikke |
| 2004   | Kvalificerede sig ikke | Kvalificerede sig ikke | Kvalificerede sig ikke | Kvalificerede sig ikke | Kvalificerede sig ikke | Kvalificerede sig ikke | Kvalificerede sig ikke | Kvalificerede sig ikke |
| 2006   | Kvalificerede sig ikke | Kvalificerede sig ikke | Kvalificerede sig ikke | Kvalificerede sig ikke | Kvalificerede sig ikke | Kvalificerede sig ikke | Kvalificerede sig ikke | Kvalificerede sig ikke |
| 2008   | Kvalificerede sig ikke | Kvalificerede sig ikke | Kvalificerede sig ikke | Kvalificerede sig ikke | Kvalificerede sig ikke | Kvalificerede sig ikke | Kvalificerede sig ikke | Kvalificerede sig ikke |
| / 2010 | Kvalificerede sig ikke | Kvalificerede sig ikke | Kvalificerede sig ikke | Kvalificerede sig ikke | Kvalificerede sig ikke | Kvalificerede sig ikke | Kvalificerede sig ikke | Kvalificerede sig ikke |
| 2012   | Kvalificerede sig ikke | Kvalificerede sig ikke | Kvalificerede sig ikke | Kvalificerede sig ikke | Kvalificerede sig ikke | Kvalificerede sig ikke | Kvalificerede sig ikke | Kvalificerede sig ikke |
| / 2014 | Kvalificerede sig ikke | Kvalificerede sig ikke | Kvalificerede sig ikke | Kvalificerede sig ikke | Kvalificerede sig ikke | Kvalificerede sig ikke | Kvalificerede sig ikke | Kvalificerede sig ikke |
| 2016   | Kvalificerede sig ikke | Kvalificerede sig ikke | Kvalificerede sig ikke | Kvalificerede sig ikke | Kvalificerede sig ikke | Kvalificerede sig ikke | Kvalificerede sig ikke | Kvalificerede sig ikke |
| 2018   | Kvalificerede sig ikke | Kvalificerede sig ikke | Kvalificerede sig ikke | Kvalificerede sig ikke | Kvalificerede sig ikke | Kvalificerede sig ikke | Kvalificerede sig ikke | Kvalificerede sig ikke |
| 2020   | Kvalificerede sig ikke | Kvalificerede sig ikke | Kvalificerede sig ikke | Kvalificerede sig ikke | Kvalificerede sig ikke | Kvalificerede sig ikke | Kvalificerede sig ikke | Kvalificerede sig ikke |
| 2022   | Kvalificerede sig ikke | Kvalificerede sig ikke | Kvalificerede sig ikke | Kvalificerede sig ikke | Kvalificerede sig ikke | Kvalificerede sig ikke | Kvalificerede sig ikke | Kvalificerede sig ikke |
| 2024   | Kvalificeret           | Kvalificeret           | Kvalificeret           | Kvalificeret           | Kvalificeret           | Kvalificeret           | Kvalificeret           | Kvalificeret           |
| Total  | 0/0                    | –                      | 0                      | 0                      | 0                      | 0                      | 0                      | 0                      |

## Nuværende trup
Den aktuelle spillertrup til EM i kvindehåndbold 2024 i Schweiz/Østrig/Ungarn, den 28. november til 15. december 2024.
Cheftræner:  Claus Mogensen
| Nr. | Navn                            | Position     | Alder                     | Kampe | Mål | Klub                 |
| --- | ------------------------------- | ------------ | ------------------------- | ----- | --- | -------------------- |
| 1   | Annika Fríðheim Petersen        | Målvogter    | 1. juni 1999 (25 år)      | 27    | 0   | EH Aalborg           |
| 2   | Elsa Egholm                     | Venstre back | 21. juni 2003 (21 år)     | 18    | 21  | H71 Tórshavn         |
| 3   | Marianna Geirsdóttir Eystberg   | Venstre back | 27. februar 1998 (27 år)  | 22    | 76  | Hellerup IK          |
| 4   | Brynhild Pálsdóttir             | Højre fløj   | 5. marts 2003 (21 år)     | 7     | 6   | H71 Tórshavn         |
| 6   | Marita Mortensen                | Venstre back | 24. marts 1998 (26 år)    | 14    | 17  | HØJ Elite            |
| 6   | Bjarta Johansen                 | Stregspiller | 28. april 1993 (31 år)    | 37    | 37  | Kyndil               |
| 8   | Rannvá Olsen                    | Venstre fløj | 22. januar 2003 (22 år)   | 14    | 24  | VÍF                  |
| 10  | Súna Krossteig Hansen           | Venstre back | 29. marts 2000 (24 år)    | 31    | 74  | Skanderborg Håndbold |
| 13  | Brynja Høj                      | Stregspiller | 26. februar 1996 (29 år)  | 19    | 8   | Neistin              |
| 17  | Maria Pálsdóttir Weyhe          | Venstre back | 5. august 2000 (24 år)    | 23    | 55  | HH Elite             |
| 18  | Pernille Brandenborg            | Stregspiller | 29. juni 1997 (27 år)     | 42    | 59  | København Håndbold   |
| 22  | Bjørk Franksdóttir Joensen      | Venstre back | 11. februar 2004 (21 år)  | 86    | 6   | Randers HK           |
| 23  | Lív Sveinbjørnsdóttir Poulsen   | Højre fløj   | 27. december 2001 (23 år) | 22    | 45  | EH Aalborg           |
| 29  | Lív Bentsdóttir Zachariasen     | Stregspiller | 11. april 2002 (22 år)    | 10    | 7   | H71 Tórshavn         |
| 39  | Jana Mittún                     | Playmaker    | 24. november 2003 (21 år) | 20    | 89  | Viborg HK            |
| 44  | Anna Elisabeth Halsdóttir Weyhe | Venstre fløj | 30. august 2005 (19 år)   | 6     | 19  | H71 Tórshavn         |
| 26  | Lukka Arge                      | Højre fløj   | 28. juni 2004 (20 år)     | 5     | 0   | H71 Tórshavn         |
| 26  | Rakul Wardum                    | Målvogter    | 12. juni 2002 (22 år)     | 20    | 0   | Ringkøbing Håndbold  |